# Charaxes alberici
Charaxes alberici är en fjärilsart som beskrevs av Abel Dufrane 1945. Charaxes alberici ingår i släktet Charaxes och familjen praktfjärilar. Inga underarter finns listade i Catalogue of Life.